# Kostogher
Kostogher je druhé studiové album švédské black metalové kapely Arckanum. Vydáno bylo v roce 1997 hudebním vydavatelstvím Necropolis Records. S produkcí pomáhal Johanu Lahgerovi ve studiu High Tech Trinity Niclas Bäckar.

## Seznam skladeb
1. "Skoghens minnen vækks" - 7:07
2. "Yvir min diupe marder" - 4:43
3. "Øþegarðr" - 4:07
4. "Þæn sum fran griften gangar" - 3:59
5. "Et sorghetog" - 2:42
6. "Gamall uvermark" - 3:39
7. "Oþer trulhøyghda" - 8:07
8. "Gangar for raþan vinder" - 4:00
9. "Bedrøvelse" - 5:10
10. "Ir bister ensaminhet iagh ugla" - 3:56
11. "Græmelse ok væ" - 3:55
12. "Kri til dødha daghi" - 6:21

## Sestava
- Johan Lahger (Shamaatae) – vokály, všechny nástroje